# Shaare-Shalom-Synagoge
Die Shaare-Shalom-Synagoge (englisch Shaare Shalom Synagogue) ist eine historische Synagoge in der Stadt Kingston auf der Insel Jamaika. Sie ist heute das einzige jüdische Gotteshaus im ganzen Land.
Mit der Ankunft der Juden auf Jamaika im 17. Jahrhundert wurden mehrere Synagogen auf der ganzen Insel in Städten wie Montego Bay, Spanish Town, Port Royal und Kingston gebaut. Ursprünglich wurden in Spanish Town zwei Synagogen gebaut, die sephardische KK Neve Shalom („Wohnstätte des Friedens“), die 1704 eingeweiht wurde, und die aschkenasische KK Mikve Israel („Hoffnung Israels“), die 1796 errichtet wurde. Diese beiden Gemeinden fusionierten später, als die Juden begannen, von Spanish Town nach Kingston, der neuen Hauptstadt, umzusiedeln.